# Тримата амигос
Тримата амигос (на английски: Three Amigos) е американска комедия, уестърн от 1986 година на режисьора Джон Ландис. Участват Чеви Чейс и Стийв Мартин.

## Сюжет
Внимание:  Текстът по-долу разкрива сюжета на произведението (или части от него)!
През 1916 г. бандитът Ел Гуапо и неговата банда събират пари за защита от мексиканското село Санта Поко. Кармен, дъщерята на лидера на селото, търси някой, който може да спаси нейните жители. Посещавайки селска църква, тя гледа ням филм с участието на Тримата амигос, трио стрелци, които защитават уязвимите от злодеи. Вярвайки, че са истински герои, Кармен изпраща телеграма с молба да дойдат и да спрат Ел Гуапо.
Актьорите, които изобразяват Тримата амигос, искат увеличение на заплатата за следващия си проект и са уволнени от своя шеф Хари Флугелман. Той ги изгонва от имението на студиото, забранява им да влизат в парцела му и отнема дрехите, които са взели назаем от гардероба. Скоро те получават телеграмата на Кармен, тълкувайки я погрешно като предложение за работа, за да изнесат шоу в Санта Поко. Амигос нахлуват в студиото, за да си вземат костюмите, и се отправят към Мексико.
Спират в кантина близо до Санта Поко, бъркат ги със сътрудници на немски пилот, който е пристигнал в града малко преди това, също в търсене на Ел Гуапо. Амигосите изпълняват „My Little Buttercup“ в кантината, обърквайки местните. Истинските сътрудници на германеца пристигат в кантината, доказвайки, че са смъртоносни с пистолетите си, но всички им се смеят. Облекчена, Кармен взима Амигосите и ги отвежда в селото, където се глезят в най-добрата къща в града.
На следващата сутрин, когато трима от хората на Ел Гуапо нападат селото, Амигосите правят каскадьорско шоу в холивудски стил, което оставя мъжете озадачени. Бандитите яздят, карайки селяните да мислят, че са победили врага. В действителност мъжете информират Ел Гуапо за случилото се и той решава да се върне на следващия ден, за да убие Тримата амигос.
Селото организира парти за победа на Амигосите. На следващата сутрин Ел Гуапо и бандата му идват в Санта Поко и ги извикват, но те смятат, че това е друго шоу. След като Лъки е прострелян, те осъзнават, че се изправят срещу истински бандити и молят за милост. Ел Гуапо позволява на Амигосите да живеят, след което оставя хората си да плячкосват селото и отвлича Кармен. Те напускат Санта Поко в унижение.
Нед убеждава Лъки и Дъсти да тръгнат след Ел Гуапо, тъй като нямат нищо, за което си струва да се върнат в Америка и това е техният шанс да бъдат истински герои. Забелязват самолет и го следват, германецът лети с него и носи пратка пушки за бандата. Партито за 40-ия рожден ден на Ел Гуапо се подготвя и той планира да легне с Кармен същата вечер. Амигосите се хвърлят през стената, за да проникнат в скривалището със смесени резултати: Лъки незабавно е заловен и окован в тъмница, Дъсти се блъска в стаята на Кармен, а Нед завършва окачен на пинята.
Лъки се освобождава, но Дъсти и Нед са разкрити и държани като заложници. Германецът, идолизирал уменията на Нед за бързо изтегляне и въртене на пистолет в детството, го предизвиква на престрелка. Нед убива германеца, а Лъки държи Ел Гуапо на прицела достатъчно дълго, за да могат Кармен и Амигосите да избягат в самолета на германеца.
Връщайки се в Санта Поко преследвани от армията на Ел Гуапо, Амигосите събират селяните да отстояват себе си. Селяните са несигурни, тъй като са добри само в шиенето. Черпейки вдъхновение от един от своите филми, те карат селяните да създават импровизирани костюми на Амигосите. Бандитите пристигат, биват обстрелвани от Амигосите от всички страни и попадат в скрити окопи. Хората на Ел Гуапо са застреляни, а той получава смъртоносна рана. Преди да умре, селяните, облечени като Амигос, излизат да се изправят срещу него. Ел Гуапо ги поздравява, след което прострелва Лъки в крака, преди да умре.
Селяните предлагат на Амигосите всички пари, които имат, но Амигосите ги отказват с: „Нашата награда е, че справедливостта е въздадена“. След това поемат към залеза.

## В ролите
| Изпълнител      | Роля                   |
| --------------- | ---------------------- |
| Чеви Чейс       | Дъсти Ботъмс           |
| Стийв Мартин    | Лъки Дей               |
| Мартин Шорт     | Нед Нидерландър        |
| Алфонсо Арау    | Ел Гуапо               |
| Тони Плана      | Джефе                  |
| Патрис Мартинес | Кармен                 |
| Джо Мантеня     | Хари Флугълман         |
| Фил Хартман     | Сам                    |
| Джон Ловиц      | Морти                  |
| Тино Инсана     | Гард на студиото       |
| Ранди Нюман     | Гласът на пеещия храст |